# Atti di alta amministrazione
Gli atti di alta amministrazione si configurano come una speciale categoria di atti amministrativi, che svolgono un'attività di raccordo fra funzione di governo (Stato-comunità) e funzione amministrativa (Stato-soggetto). Si collocano in una posizione intermedia tra gli atti politici ed i provvedimenti stricto sensu amministrativi, rappresentando il primo grado di attuazione dell'indirizzo politico nel campo amministrativo.

## Collocazione dell'atto nella gerarchia delle fonti
Tale tipologia di atti si colloca in una posizione di subordinazione rispetto alla legge ordinaria e agli altri atti di direzione politica, e al pari di tutti i provvedimenti amministrativi si presentano vincolati nei fini da perseguire (sono soggetti al sindacato giurisdizionale).

## Caratteristiche
L'atto di alta amministrazione si caratterizza per la settorialità degli interessi presi in considerazione dall'organo preposto al coordinamento. L’atto politico, invece, è volto a realizzare una sintesi di tutti gli interessi della collettività.
Esempi sono i provvedimenti di nomina dei direttori generali delle aziende sanitarie locali e delle aziende ospedaliere. 
Gli atti di alta amministrazione sono suscettibili di impugnazione innanzi al giudice amministrativo ex artt.24, 103 e 113 della Costituzione per vizi di legittimità, incompetenza ed eccesso di potere.